# Bucsu
Bucsu [buču] (německy Butsching, chorvatsky Buča nebo Bučura) je obec v Maďarsku v župě Vas, spadající pod okres Szombathely. Nachází se na úpatí Kőszegského pohoří, blízko hranic s Rakouskem, 11 km severozápadně od Szombathely a 232 km jihozápadně od Budapešti. V roce 2015 zde žilo 565 obyvatel.
První písemná zmínka o obci pochází z roku 1236. Podle Bucsu je pojmenován hraniční přechod Schachendorf – Bucsu. Prochází tudy vedlejší silnice 8717, jižně prochází hlavní silnice 89. Nachází se zde kostel svatého Michaela Archanděla a zámek šlechtického rodu Széllů, který z vesnice pocházel.

## Sousední obce
| Růžice kompasu | Rechnitz     | Bozsok | Perenye            | Růžice kompasu |
| Růžice kompasu | Schachendorf | Sever  | Gencsapáti         | Růžice kompasu |
| Růžice kompasu | Schachendorf | Bucsu  | Gencsapáti         | Růžice kompasu |
| Růžice kompasu | Schachendorf | Jih    | Gencsapáti         | Růžice kompasu |
| Růžice kompasu | Narda        | Dozmat | Szombathely Torony | Růžice kompasu |